# Щобей Василь Петрович
Василь Петрович Шобей, у деяких джерелах Щобей (нар. 1898, с.Вільхівці,тепер Тячівський район — пом. 1979) —  український політичний діяч, депутат Сойму Карпатської України.

## Життєпис

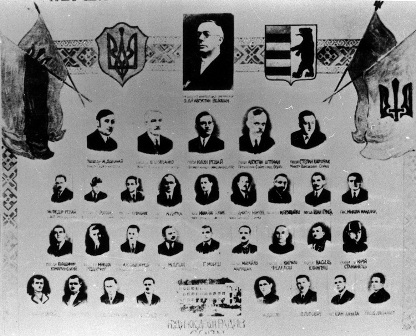
Посли Сойму Карпатської України.
По центру: Президент Карпатської України о. Августин Волошин; Перший ряд зліва направо: Микола Долинай, Юлій Бращайко, Юліян Ревай, Августин Штефан, Степан Клочурак; Другий ряд: Федір Ревай, Степан Росоха, Леонід Романюк, Августин Дутка, Михайло Тулик, Дмитро Німчук, Михайло Бращайко, Іван Грига, Микола Мандзюк; Третій ряд: Володимир Комаринський, Микола Різдорфер, Антон Ернест Олдофреді, Мілош Дрбал, Григорій Мойш, Михайло Марущак, Кирило Феделеш, Василь Климпуш, о. Юрій Станинець; Четвертий ряд: Василь Щобей, Іван Ігнатко, Юрій Пазуханич, Іван Перевузник, Адальберт Довбак, Петро Попович, Іван Качала, Василь Лацанич

Народився в селянській родині. Недовго вчився у місцевій народній школі.
Рано прилучився до роботи на господарстві батьків. За працьовитість і порядність у селі його шанували як авторитетного ґазду.
1938 року прихильно зустрів утворення в Підкарпатській Русі — Карпатській Україні автономного уряду. Двічі їздив до Хуста, де зустрічався із прем'єром Авґустином Волошином.
12 лютого 1939 обраний послом Сойму Карпатської України. За партію Українське національне об'єднання (УНО) у в Вільхівцях проголосували 8031 виборець, проти — 4.
Брав участь у засіданні сойму 15 березня 1939, голосував за утворення самостійної Карпатської України та обрання її президентом Авґустина Волошина.
Після окупації 15-18 березня 1939 Карпатської України угорськими військами її учасники були піддані репресіям. Василя Щобея не відправили в тюрму як батька багатодітної родини.
У червні 1940 з двома товаришами, допомагаючи пастухові знайти волів, через великий туман заблукали й опинилися на радянській території Івано-Франківської області, де прикордонники їх затримали, арештували й відправили у містечко Надвірну. Всіх трьох перевели в Станіславську тюрму, де 18 жовтня 1940 року особливою нарадою при НКВС СРСР за статтею 80 карного кодексу УРСР вони були засуджені на 3 роки й відправлені в Ухто-Іжемський табір Комі АРСР.
В січні 1943 Василь Щобей та його побратими були звільнені з табору в січні 1943 після чого воювали в лавах Чехословацького армійського корпусу. Після війни повернулися у возз'єднане з Україною Закарпаття.
Відмовлявся вступати в колгосп. Його шантажували і врешті він вступив у колгосп, якому віддав понад 30 років.
Помер 1979 р.
10 липня 1990-го реабілітований.

## Джерело
- Довганич Омелян Дмитрович. Карпатська Україна в боротьбі за незалежність: репресії проти її обронців та керівників /Післямова Миколи Вегеша. — Ужгород: Ґражда, 2007. — 140 с.